# Flabelligobius
Flabelligobius  é um género de peixe da família Gobiidae e da ordem Perciformes.

## Espécies
- Flabelligobius fourmanoiri (Smith, 1956)
- Flabelligobius latruncularia (Klausewitz, 1974)
- Flabelligobius smithi (Chen & Fang, 2003)[3][4][5][6][7][8][9]